# Geoff James Nugent
|  | For verdensmesteren i sværvægtsboksning (1899-1905), se James J. Jeffries |
Geoff James Nugent (født 14. februar 1977), bedre kendt som Jim Jefferies, er en australsk stand up-komiker, politisk kommentator, skuespiller og forfatter. Han er vært for The Jim Jefferies Show på Comedy Central.

## Opvækst
Geoff blev født og voksede op i Sydney, Australien. Han startede comedy med stage-navnet Jim Jefferies, men senere ændrede han det til Jim Jefferies. Hans far var kabinetmager og vedligeholdelsesarbejder. Han mor var lærervikar.

## Film
| År   | Titel                                    | Rolle   | Noter |
| ---- | ---------------------------------------- | ------- | ----- |
| 2014 | Me and My Mates vs the Zombie Apocalypse | Joel    |       |
| 2016 | Punching Henry                           | Charlie |       |
| 2017 | Killing Hasselhoff                       | Tommy   |       |

## Tv
| År         | Titel                           | Rolle         | Noter                                        |
| ---------- | ------------------------------- | ------------- | -------------------------------------------- |
| 2004       | The Last Chancers               | Whoppit       |                                              |
| 2007       | Comedy Cuts                     | Flere         |                                              |
| 2008       | Jim Jefferies: Contraband       | Sig selv      | Stand-Up Special                             |
| 2009       | Jim Jefferies: I Swear to God   | Sig selv      | Stand-Up Special                             |
| 2010       | Jim Jefferies Alcoholocaust     | Sig selv      | Stand-Up Special                             |
| 2012       | Jim Jefferies: Fully Functional | Sig selv      | Stand-Up Special                             |
| 2013       | Tainted Love                    | Præst         |                                              |
| 2013–2014  | Legit                           | Jim Jefferies | Også skaber, forfatter og udøvende producent |
| 2014       | Bad Judge                       | Keith         | 1 Episode                                    |
| 2014       | The Librarians                  | British Santa | 1 Episode                                    |
| 2014       | Jim Jefferies: Bare             | Sig selv      | Stand-Up Special                             |
| 2016       | Jim Jefferies: Freedumb         | Sig selv      | Stand-Up Special                             |
| 2017–nutid | The Jim Jefferies Show          | Vært          | Også skaber, forfatter og udøvende producent |